# Piet Damen
Piet Damen (ur. 20 lipca 1934 w Lieshout) – były holenderski kolarz. W latach 1958-1961 i 1964 brał udział w Tour de France, a jego najlepszym wynikiem było 11. miejsce w 1958 roku. Zwycięzca Wyścigu Pokoju w 1958 roku.